# هانس دي كونينغ
هانس دي كونينغ (بالهولندية: Hans de Koning)‏ هو لاعب كرة قدم ومدرب كرة قدم هولندي، ولد في 5 أبريل 1960 في روتردام في هولندا. لعب مع إي زد ألكمار وتفينتي أنشخيدة.

## وصلات خارجية
- هانس دي كونينغ على موقع قاعدة بيانات كرة القدم.إي يو (الإنجليزية)
- هانس دي كونينغ على موقع Soccerway.com (الإنجليزية)
- هانس دي كونينغ على موقع عالم كرة القدم.نت (الإنجليزية)